# Zbigniew Radzikowski
Zbigniew Radzikowski (ur. 29 lutego 1960 w Sztumie) – polski lekkoatleta specjalizujący się w skoku o tyczce.

## Osiągnięcia
Był zawodnikiem Lechii Gdańsk i Legii Warszawa.
Na mistrzostwach Polski seniorów na otwartym stadionie wywalczył dwa medale - srebrny w 1982 i brązowy w 1983. W 1982 został halowym wicemistrzem Polski seniorów.
Wielokrotnie reprezentował Polskę w międzynarodowych zawodach, był m.in. 4. w Zawodach Przyjaźni 1978, 4. podczas mistrzostw Europy juniorów w 1979, z wynikiem 5,25 oraz 10. na mistrzostwach Europy w 1982, z wynikiem 5,45. W latach 1982–1983 reprezentował Polskę w trzech meczach międzypaństwowych, odnosząc jedno zwycięstwo indywidualne.
W latach 80. wyjechał do Niemiec, występował w barwach OSC Berlin. W 1987 zdobył brązowy medal halowych mistrzostw tego kraju.

## Rekordy życiowe
- skok o tyczce – 5,55 m (26 czerwca 1982, Warszawa) – 16. wynik w historii polskiej lekkoatletyki[8]